# Pequeñas mentiras sin importancia
Pequeñas mentiras sin importancia (título original en francés: Les petits mouchoirs) es una comedia dramática francesa escrita y dirigida por Guillaume Canet se estrenó el 2010 y protagonizada, entre otros, por Francois Cluzet, Marion Cotillard, Benoît Magimel y Gilles Lellouche.

## Argumento
Max, un millonario dueño de una cadena de hoteles y su esposa Véronique invitan como cada año a sus amigos a pasar unos días de vacaciones a su casa de la playa. Este año, antes de marchar, uno ellos tiene un grave accidente. A pesar de ello el grupo de amigos decide pasar el verano en la casa de la playa, y convivir con esas pequeñas mentiras que nos contamos unos a otros.

## Reparto
- François Cluzet es Max: Max es un millonario dueño de una cadena de hoteles. Es un hombre inseguro y neurótico, a la vez que nervioso y egocéntrico. Tiende a fardar indirectamente de su dinero. Max está casado con Veronique, y tiene dos hijos con ella.
- Marion Cotillard es Marie: Marie es una chica vividora, independiente, que no duda en acostarse con cualquiera, ha pasado meses viviendo en el Amazonas y también se sabe que es bisexual. Es una chica rebelde e inmadura.
- Benoît Magimel es Vincent: Vincent es un quiropráctico, de gran corazón y nada egoísta. Está casado con Isabelle con la cual tiene un hijo, Elliott. Max es como un padre para Vincent, una figura a seguir, lo cual provocará la duda sobre su sexualidad.
- Gilles Lellouche es Éric: Eric es el más mentiroso del grupo, tiene una novia, Léa a la cual engaña con otras mujeres continuamente. Se sabe que siempre ha tenido un interés sexual por Marie, a pesar de ser rechazado varias veces. También es el mejor amigo de Ludo, con el cual solía consumir drogas. Es un rebelde y un sinvergüenza dado a las bromas.
- Laurent Lafitte es Antoine: Antoine es el más infantil del grupo, siempre centrado en los mensajes de su exnovia Juliette, con los cuales molesta al resto del grupo pidiéndoles su opinión. Antoine se comporta como un adolescente y suele ser ignorado por los demás.
- Pascale Arbillot es Isabelle: Isabelle es la mujer de Vincent, con el cual tiene problemas sexuales. Ellos se quieren, pero la falta de relaciones la lleva a ser una mujer insegura y dada a visitar páginas web eróticas.
- Valérie Bonneton es Véronique: Veronique es la mujer de Max, es una mujer ruda, y mandona, firme, que no duda en poner a Max a tono. Su personalidad y la de Max chocan frecuentemente.
- Joël Dupuch es Jean-Louis: Jean-Louis es un hombre maduro que vive en la costa donde veranean Max y sus amigos. Tiene un negocio de ostras que está cayendo a la deriva. Se lleva muy bien con todos los del grupo y es un hombre muy honrado.
- Louise Monot es Léa: La novia de Eric.
- Jean Dujardin es Ludo: Ludo es el eje central de la trama, es un hombre honesto y alocado que siempre presta ayuda a los demás.
- Anne Marivin es Juliette: Es la exnovia de Antoine, que está prometida a otro hombre.
- Hocine Mérabet es Nassim: Es un vecino de Jean-Louis, un hombre místico con tendencias Zenistas.
- Yodelice es Frank: Frank es un músico amante ocasional de Marie. Es un hombre relajado y buscador del amor.

Otros
- Matthieu Chedid: Raphaël
- Jeanne Dupuch: Jeanne
- Néo Broca: Elliot, el hijo de Vincent e Isabelle

## Alrededor de la película
La idea sobre el guion se originó raíz de unas vacaciones que pasó en Guillaume Canet con unos amigos a Cabo Ferret al departamento de la Gironda, al sudoest de Francia, donde posteriormente se rodó buena parte del film.
Canet se rodea de un equipo de actores que conoce de tiempos y desarrolla unos personajes que cómo en la vida real pueden pasar unos días con amigos hablando sobre temas banales sin profundizar y evitando decir la verdad. 
"Las pequeños mouchoirs" fue un de los éxitos de la cartelera francesa del año 2010 con 5,5 millones de espectadores. Película doblada al castellano en 2011

## Críticas
La Película funciona con un esquema similar a Reencuentro‚‘‘(The Big Chill)" (1983) de Lawrence Kasdan o Los amigos de Peter "(Peter's Friends) (1992) de Kenneth Branagh, con saltos naturales del drama a la comedia alocada. Los críticos de Fotogramas encuentran unos personajes que causan identificación y son únicos. Buen ejercicio formal al inicio, si bien apuntan un metraje excesivo de la cinta.

## Premios y nominaciones

### Nominaciones
- 2011: César al mejor actor secundario por Gilles Lellouche[6]
- 2011: César a la mejor actriz secundaria por Valérie Bonneton